# Ахмат (Краснокутский район)
Ахма́т — село Краснокутского района Саратовской области.

## Географическое положение
Расположено в непосредственной близости от города Красный Кут (~ 1 км), на правом берегу реки Еруслан.
Село отделено от города Красный Кут рекой Гашон (правый приток реки Еруслан), а от ближайшего села Норки — рекой Еруслан.

## История
В «Списках населенных пунктов Самарской губернии по сведениям 1859 года» населённого пункта с названием «Ахмат» в Новоузенском уезде Самарской губернии ещё не значится. Годом основания деревни следует считать 1885 год, когда жители села Ахмата (Старый Ахмат) и деревни Студнеки, Камышинского уезда, Саратовской губернии осели на казённых оброчных земельных статьях близ села Красного Кута на правах арендаторов.
До 1902 года селение Ахмат было деревней, так как не имело собственной церкви и относилось к приходу соседнего села Красного Кута. В 1902 году была построена и освящена церковь во имя святителя Николая Чудотворца в связи с чем населённый пункт приобрёл статус села. При церкви была построена школа.
Согласно Списку населённых мест Самарской губернии 1910 года село населяли бывшие государственные и бывшие помещичьи крестьяне, русские, православные и сектанты, всего 764 мужчины и 779 женщин. В селе имелись церковь, земская и церковно-приходская школы, урядник, 6 ветряных мельниц, кирпичный завод

## Население
По данным переписи населения в 1897 году, в Ахмате проживало 1319 человек (677 мужчин и 642 женщины); православными из них были 1013 человек, а остальные 235 человек придерживались старой веры.
У брачных поморцев руководителем был крестьянин Никифор Мельников, у поморцев безбрачного толка — Краснов, у спасовцев — Григорий Смирнов, а у австрийцев — Антон Крепкогузов.
В 1926 году в селе Ахмат Ахматского сельсовета было 418 домохозяйств и проживало 1735 жителей (816 мужчин и 919 женщин).
Динамика численности населения по годам:
| 1897 | 1910 | 1926 | 1987  | 2002 |
| ---- | ---- | ---- | ----- | ---- |
| 1319 | 1543 | 1735 | ≈1100 | 1143 |

| 2002 | 2010  |
| ---- | ----- |
| 1145 | ↗1189 |

Национальный состав
Согласно результатам переписи 2002 года большинство населения составляли русские (79 %).

## Транспорт
Через село проходит автомобильная дорога к другим населенным пунктам Краснокутского района (с. Лавровка, Первомайское). С г. Красный Кут связано автобусным сообщением.

## Известные люди
В селе родилась киноактриса Лидия Александрова (более известна как Лидия Чащина, по фамилии её второго мужа).

## Фотографии

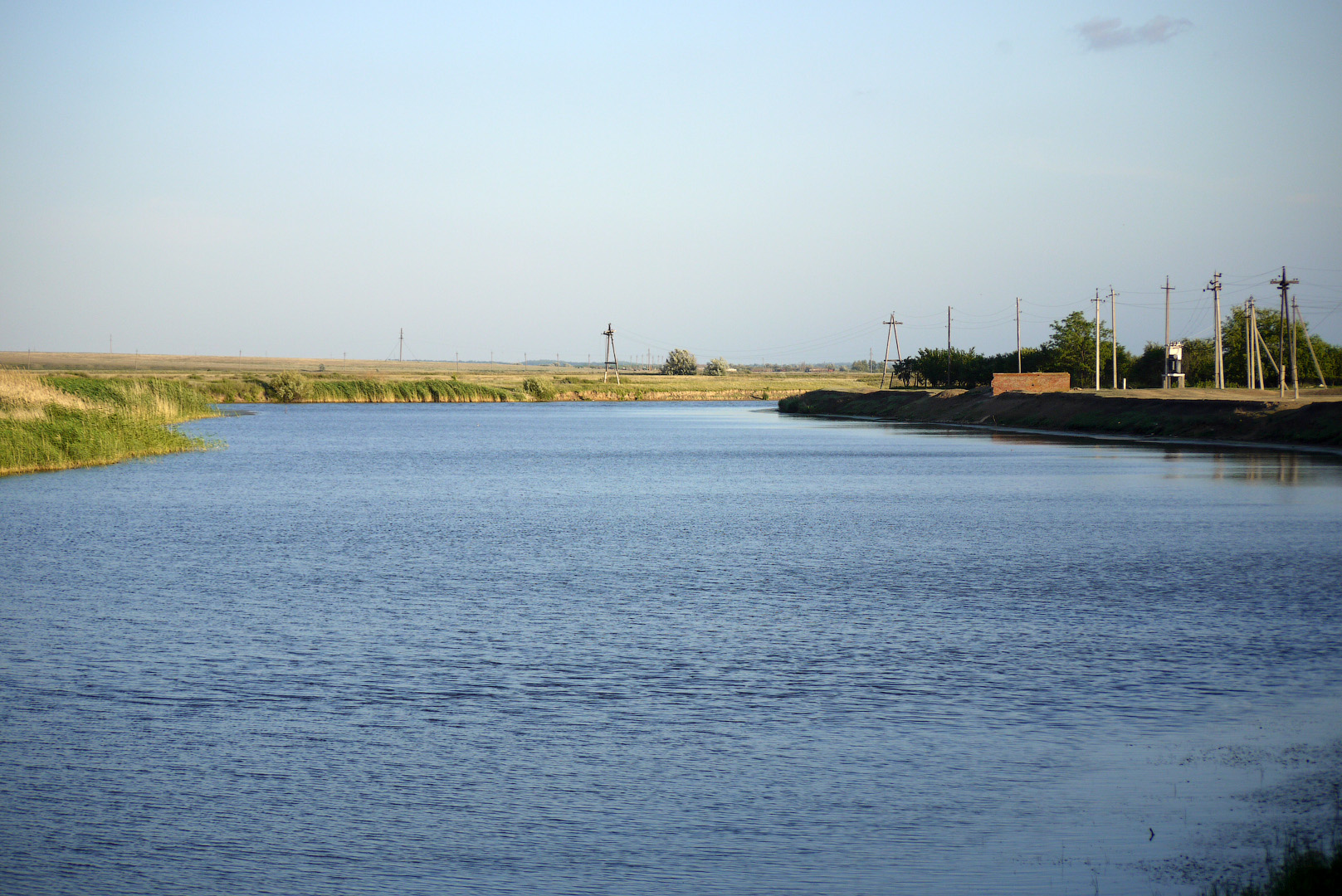
Река Еруслан
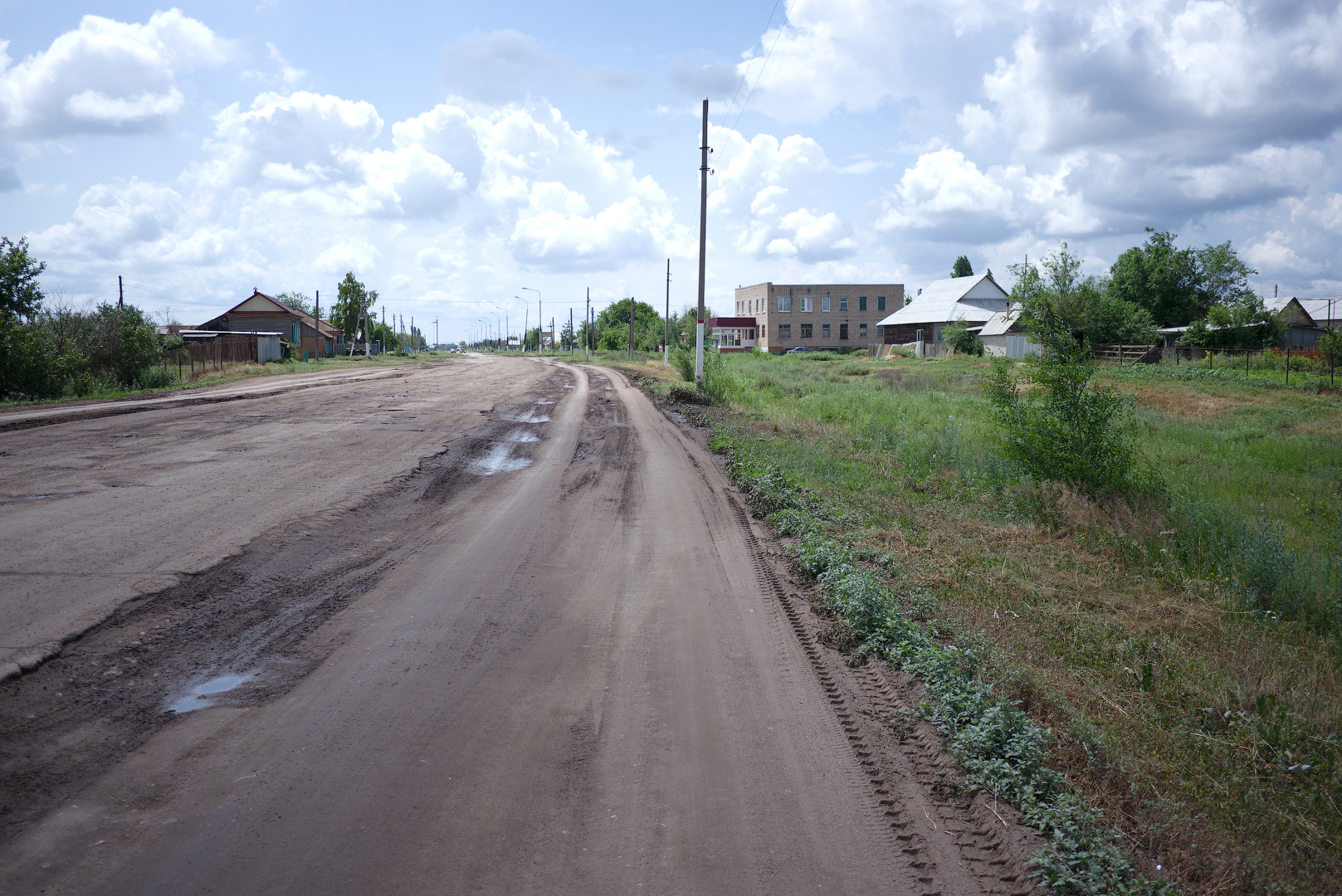
На въезде в село Ахмат
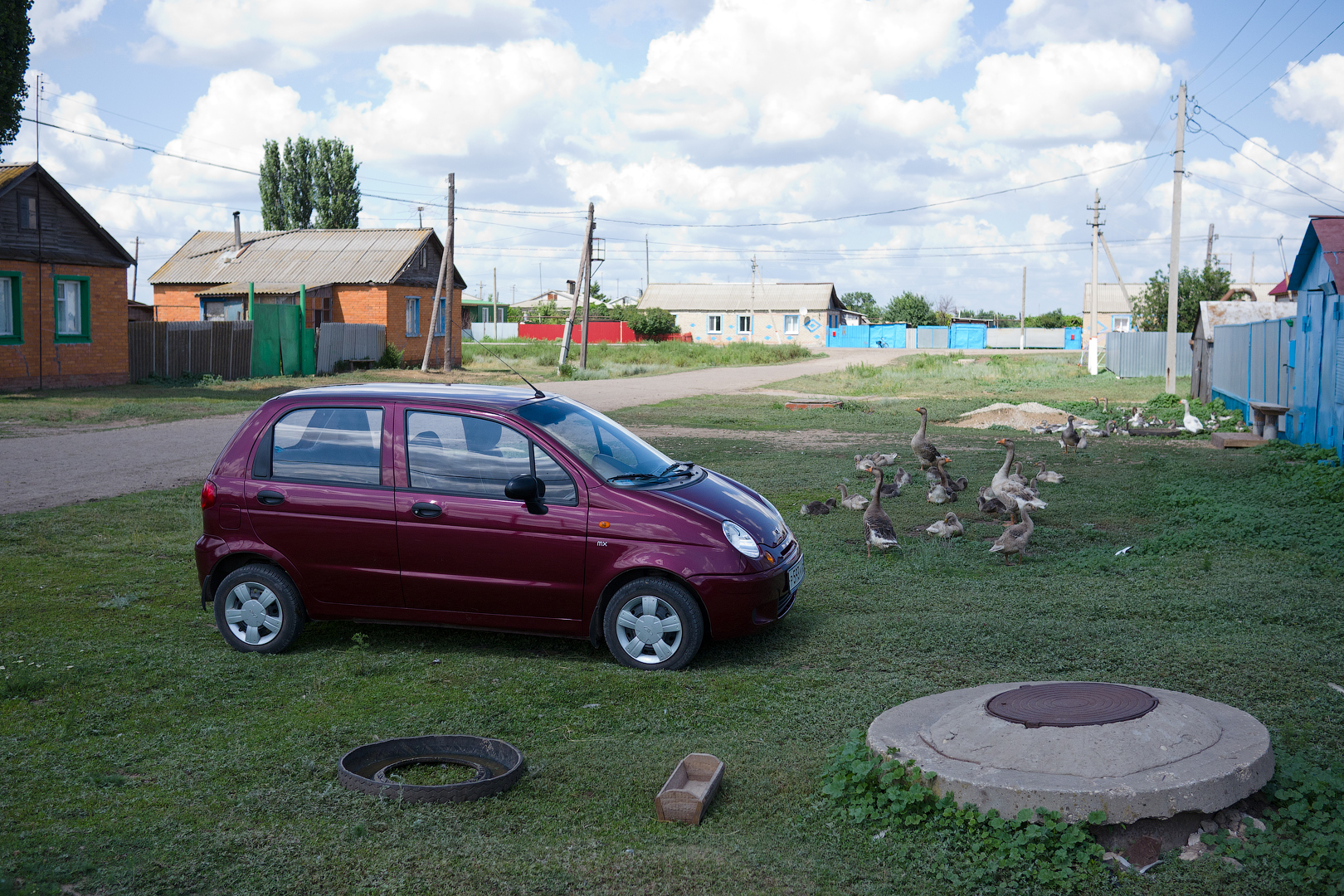
Одна из улиц села Ахмат
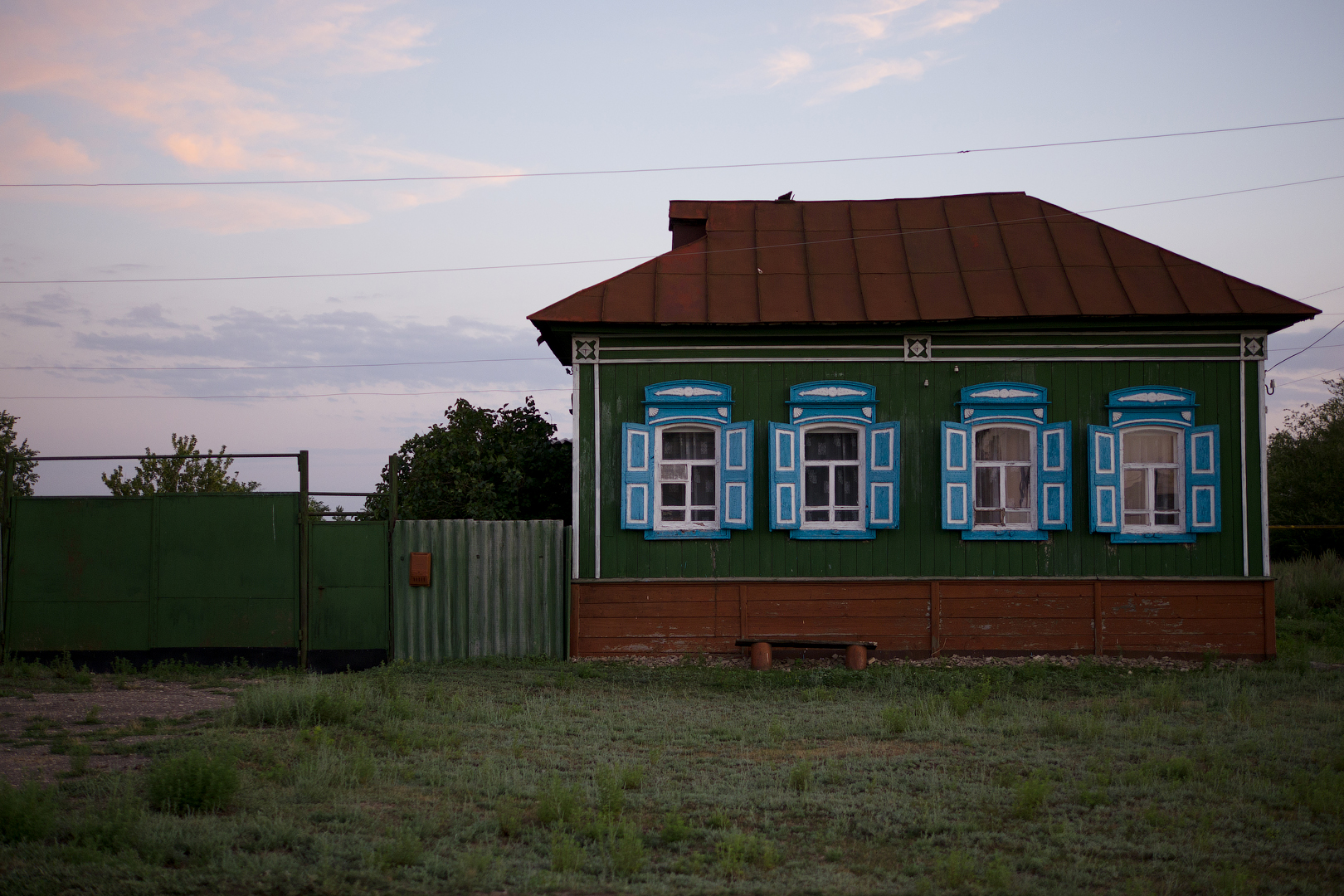
Дом из села Ахмат